# Bisàltia
Bisàltia (en llatí Bisaltia, en grec antic Βισαλτία) era un districte de Macedònia que anava des del riu Estrímon i el llac Cercinitis, a l'est, fins a Crestònia a l'oest, segons diu Heròdot.
Estava poblat pels Bisaltes (Βισάλται), un poble dels tracis.
L'any 480 aC quan Xerxes va envair Grècia, Bisàltia i Crestònia eren governades per un príncep traci independent, però la regió va ser annexionada a Macedònia per Alexandre I al començament de les guerres Mèdiques. Més tard, a l'inici de la guerra del Peloponès el Regne de Macedònia la va tornar a ocupar, diu Tucídides. Alguns dels habitants es van establir al Mont Atos. La ciutat més important del districte era la grega Argilos. El riu principal era el Bisaltes.